# Filips Lodewijk II van Hanau-Münzenberg
Filips Lodewijk II (Hanau, 18 november 1576 – aldaar, 9 augustus 1612) was graaf van Hanau-Münzenberg van 1580 tot zijn dood in 1612. Hij was een zoon van graaf Filips Lodewijk I van Hanau-Münzenberg en diens vrouw Magdalena van Waldeck-Wildungen.
Op 23 oktober 1596 huwde hij te Dillenburg met prinses Catharina Belgica van Nassau (1578 – 1648), dochter van Willem van Oranje. Uit dit huwelijk werden tien kinderen geboren:
- Charlotte Louise (Windecken, 10 augustus 1597 – Kassel, 15 juli 1649)
- een dochter (29 juli 1598 – 9 augustus 1598)
- Filips Ulrich (2 januari 1601 – Steinau, 8 april 1604)
- Amalia Elisabeth (Hanau, 29 januari 1602 – Kassel, 8 augustus 1651); ∞ (Kassel 1619) landgraaf Willem V van Hessen-Kassel (1602 – 1637)
- Catharina Juliana (Steinau, 17 maart 1604 – Hanau, 28 december 1668); ∞ I (Laubach, 11 september 1631) graaf Albert Otto II van Solms-Laubach, (1610 – 1639); ∞ II (31 maart 1642) graaf Maurits Christiaan van Wied-Runkel (1620 – 1653)
- Filips Maurits (1605 – 1638), graaf van 1612 tot 1638
- Willem Reinhard (20 september 1607 – Aken, 25 september 1630)
- Hendrik Lodewijk (7 mei 1609 – Maastricht, 11 juli 1632)
- Frederik Lodewijk (27 juli 1610 – Parijs, 4 oktober 1627)
- Jacob Johan (28 juli 1612 – Saverne, 19 juni 1636)